# Primer libro de Adán y Eva
El Primer Libro de Adán y Eva es un texto apócrifo que habla sobre la vida de Adán y Eva después de la partida del Jardín del Edén.

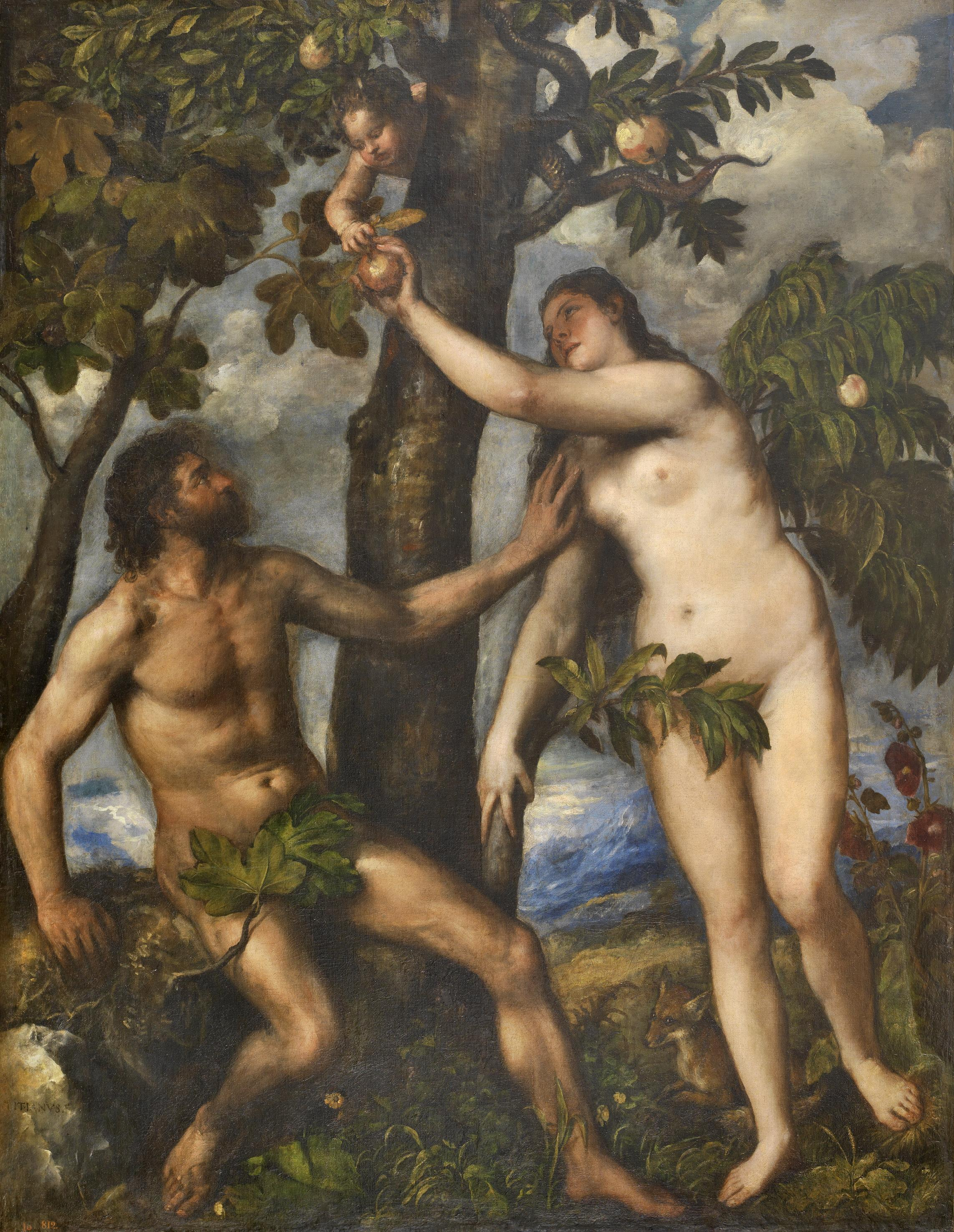
Adán y Eva en el Paraíso terrenal, obra de Tiziano, también conocida simplemente como Adán y Eva, en el Museo del Prado en Madrid.

## Contenido
Cuando Adán y Eva abandonaron el jardín se les ordenó vivir en una cueva, que se llamó la Cueva de los Tesoros. El libro dice que sufrieron mucho después de salir del jardín, especialmente en el primer año después de la expulsión; varias veces intentaron suicidarse y regresar al paraíso, hasta que tuvieron sus primeros hijos (Caín, Abel y sus hermanas, no mencionados en la Biblia).